# Graciliano Parra
Graciliano Parra (4 de agosto de 1943; Maracaibo, Venezuela), es un exbeisbolista venezolano. Jugaba como lanzador.

## Carrera
Parra debutó en la temporada 1963-64 con las Estrellas Orientales, un año antes de que la franquicia retornara a su nombre original, Navegantes del Magallanes. Con Magallanes, Parra disputaría las siguientes tres temporadas. 
El 15 de octubre de 1965, fecha inaugural de la temporada 1965-66, el entonces novato Graciliano Parra mantuvo sin hits ni carreras por espacio de 9 innings y 2 tercios a los Tiburones de La Guaira (campeón de la temporada 1964-65 y a la postre también monarca de esta temporada), y apenas en el décimo episodio el cubano José Martínez le conecta sencillo al centro. Al final Magallanes gana 1 a 0.
Parra pasaría a los Leones del Caracas durante la temporada 1967-68, para retornar por última vez al Magallanes en la 1968-69. Posteriormente tendría breves pasantías con los Llaneros de Acarigua, Águilas del Zulia, Cardenales de Lara, Tigres de Aragua, poniendo fin a su carrera con los Navegantes del Magallanes en la temporada 1974-75.